# マスオカ
株式会社マスオカは、日本の各種専用機械と各種金型の製作メーカーである。

## 概要
株式会社マスオカは、建材・自動車・精密機械・情報機器用各種金型および設備機械の設計製作専門メーカー。
他に、アルミ加工、設備機械、プレス金型、アルミ形材押出金型、樹脂押出金型、エクステリア製品、自動機、油圧加工機、自動車部品加工の事業も手掛ける。

## 沿革
- 1959年 - 高岡市内免にて、個人創業
- 1965年 - 高岡市昭和町に工場移転、アルミ形材加工金型の生産を開始
- 1969年 - 高岡市内島、（協）高岡金型センターへ工場移転、アルミ形材押出金型の生産を開始
- 1984年 - 精密鍛造用金型の生産を開始
- 1987年 - 資本金1,000万円にて設立、「株式会社マスオカ」に社名変更、アルミ形材加工機の生産を開始
- 1989年 - 福岡町に本社・工場を建設・移転
- 1990年 - 樹脂形材押出金型の生産を開始
- 1994年 - 鉄、SUS関係加工金型の生産を開始
- 1996年 - アルミ形材加工金型の海外輸出を開始
- 1998年 - アルミ形材押出金型の海外輸出を開始
- 1999年 - 油圧加工機の開発・生産を開始
- 2001年 - 資本金を3,000万円に増資
- 2002年 - 共同出資にて、ベトナム現地法人を設立
- 2004年 - 富山県より、「富山県中小企業経営モデル企業」に認定、放電工場の増築
- 2007年 - 自動車関連のアルミ用金型の生産を開始
- 2008年 - 東京営業所　開設
- 2009年 - 創業50周年。マスオカベトナム（ベトナム現地法人：独資）を設立、操業開始
- 2011年 - ポスト、表札、エクステリア製品の取扱拡充
- 2012年 - マスオカベトナム第２工場を建設し、業務を拡充
- 2013年 - 2013年度厚生労働大臣表彰（技能検定関係優良事業所）を受賞
- 2014年 - 複合加工機新規導入、アルミ形材曲げ装置を開発
- 2015年 - 自動車部品の製造を開始
- 2017年 - アルミダイカスト用金型の生産を開始
- 2019年 - 大型ひさしを開発

## 事業所
- 本社 ： 〒939-0142 富山県高岡市福岡町土屋705
- 高岡工場 ： 〒933-0828 富山県高岡市内島3530
- 東京営業所 ： 〒101-0025 東京都千代田区神田佐久間町3丁目27番地3 ガーデンパークビル602

## 製品
- 設備機械
  1. 格子自動ビス締め機
  2. 多段油圧加工機
  3. 形材送り式ピッチ加工機
  4. ビニール袋包装機
  5. 自動定寸装置付き直切切断機
  6. バックゲージ付き4ヘッド油圧加工機
  7. 2ヘッド油圧加工機（20トン）
  8. モヘア挿入機
  9. 株式会社マスオカの企業概要
  10. ビード挿入機
  11. 油圧加工機（7トン）
- プレス金型
- アルミ押出金型
- 樹脂押出金型
- 特殊部品加工
- エクステリア製品

## 関連会社
- マスオカベトナム（現地法人）